# Doraemon: Nobita to kiseki no shima ~Animal Adventure~ (videogioco)
Doraemon: Nobita to kiseki no shima ~Animal Adventure~ (ドラえもん のび太と奇跡の島 ～アニマル アドベンチャー～?, Doraemon - Nobita to kiseki no shima ~Animaru Adobenchā~, lett. Doraemon - Nobita e l'isola dei miracoli ~L'avventura degli animali~) è un videogioco d'azione pubblicato esclusivamente in Giappone dalla SEGA per Nintendo 3DS nel 2012. È ispirato al celebre manga Doraemon di Fujiko F. Fujio e legato al film Doraemon: Nobita to kiseki no shima ~Animal Adventure~.

## Modalità di gioco
Il gameplay vede come obiettivo quello di fotografare degli animali tramite la propria fotocamera mentre si rimane appostati nell'erba. Il risultato dovrà essere fatto con cura, senza che il soggetto ritratto sia troppo mosso oppure poco visibile, e per far fronte a ciò si potrà impiegare il giroscopio che consentirà di zoomare avanti o indietro l'obiettivo per fornire una visuale migliore a seconda della situazione. In alcuni casi verrà richiesto di soddisfare diversi requisiti particolari, come fare un determinato numero di foto entro un certo lasso di tempo. Oltre a ciò sono presenti anche dei minigiochi come ad esempio lo scontro tra due scarabei.

## Accoglienza
Doraemon: Nobita to kiseki no shima ~Animal Adventure~ ha ottenuto un punteggio di 27/40 dalla rivista Famitsū, basato sulla somma dei punteggi (da 0 a 10) dati al gioco da quattro recensori della rivista. Quest'ultimi affermarono che il gioco piuttosto che seguire la trama del film offriva la possibilità di fotografare gli animali, caratteristica che fu apprezzata. Venne elogiata la sua longevità generale ma i suggerimenti sulla posizione degli animali dovevano essere un po' più facile da capire. Un'altra trovata molto interessante fu la presenza di molti minigiochi come le battaglie tra scarafaggi. Il gioco in sé si rivelava un po' semplice ma comunque divertente, anche grazie agli obiettivi di fotografare gli animali soddisfacendo i requisiti di tempo richiesti. Progredendo il titolo si rivelava un po' monotono, ma i minigiochi compensavano questa sua carenza. Fu lodata la fedeltà all'omonimo film e la sua facilità nell'utilizzo degli strumenti segreti, che lo rendevano un solido gioco di Doraemon. Alcuni minigiochi però è un po' più lunghi del dovuto ed era facile perdersi tra i vari campi da esplorare a causa della poca differenziazione. Fu ritenuto divertente anche l'impiego della fotocamera con la sua funzione giroscopica e la semplicità dei vari minigiochi. La realizzazione dei campi era un po' difficile da capire e questo avrebbe portato dei problemi ai giocatori più giovani. In conclusione fu ritenuta una delusione il fatto che erano presenti poche battute doppiate per i singoli personaggi.